# ゴリツィア県

ゴリツィア県
Provincia di Gorizia

ゴリツィア県（ゴリツィアけん、イタリア語: Provincia di Gorizia）は、イタリア共和国フリウリ＝ヴェネツィア・ジュリア州に属していた県。県都はゴリツィア。
フリウリ＝ヴェネツィア・ジュリア州における行政制度再編に伴い、2017年に自治体としてのゴリツィア県は廃止された（選挙区の単位などの地理的呼称としては残される）。
第一次世界大戦まではオーストリア＝ハンガリー帝国領で、イタリア側からヴェネツィア・ジュリアと呼ばれた地域の一角にあたる。イゾンツォ川下流域にあたるこの地域は、第一次世界大戦の激戦地となった（イゾンツォの戦い）。第一次世界大戦後にイタリア王国に編入されたこの地域にはスロベニア系住民も多く、第二次世界大戦後にはユーゴスラビアとの間で領有権問題が生じた。現在の国境線は1947年に定められたものである。

## 名称
標準イタリア語以外に、この地域に話者の多いフリウリ語・スロベニア語では、それぞれ以下のように表記される。
- フリウリ語: Provincie di Gurize
- スロベニア語: Goriška pokrajina あるいは Pokrajina Goriška

県の公式サイトでもイタリア語・フリウリ語・スロベニア語による表記が併記されている。
なお、2007年に行われたスロベニア共和国の地方制度改革までは、スロベニア側にも同名の行政区画（ゴリシュカ県、Goriška pokrajina）があった。

## 地理

### 位置・広がり

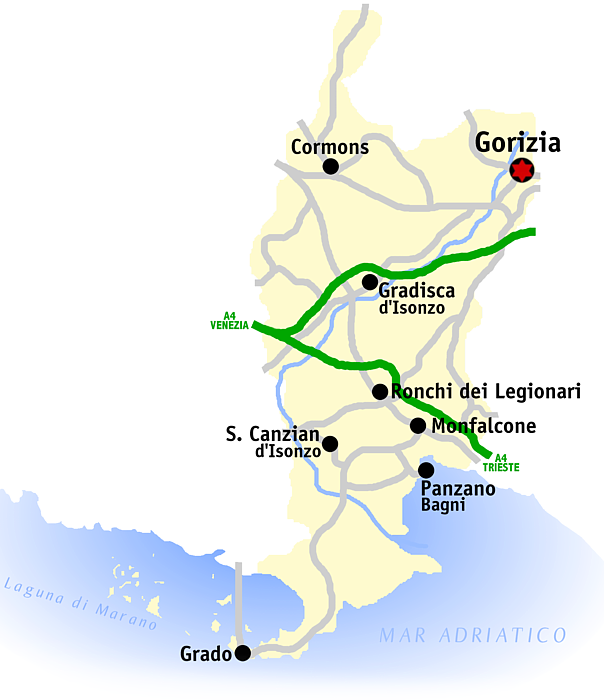
ゴリツィア県概略図

フリウリ＝ヴェネツィア・ジュリア州の東南部に所在する。県都ゴリツィアは、ウーディネの南東33km、州都トリエステの北北西34km、リュブリャナの西南西70km、ヴェネツィアの東北東115km、首都ローマの北北東460kmに位置している。
南にアドリア海（トリエステ湾とヴェネツィア湾）に面し、北と東はスロベニアと接する。この国境線は第二次世界大戦後に引かれたもので、スロベニア側のプリモルスカ地方とは長らく同一の行政単位のもとにあった（オーストリア・ハンガリー帝国の「ゲルツ伯領」 (Gorizia and Gradisca) 、イタリア王国のゴリツィア県）。県都ゴリツィアの市街は、イタリア側とスロベニア側にまたがって広がっている。

#### 隣接する県
隣接する県、およびそれに相当する行政区画は以下の通り。SLOはスロベニア領を示す。
- ブルダ (SLO) - 北
- ノヴァ・ゴリツァ (SLO) - 北東
- シェンペテル＝ヴロトイバ (SLO) - 東
- ミレン＝コスタニェヴィツァ (SLO) - 東
- コメン (SLO)
- トリエステ県 - 南東
- ウーディネ県 - 西

### 地勢
県を特徴づける地形は、県内を流れるイゾンツォ川（ソチャ川）と、カルソ台地（カルスト台地）である。
県の東北部は、イゾンツォ川がヴァッレ・デル・ヴィパッツォ（ヴィパッツォ谷） (it:Valle del Vipacco) と呼ばれる盆地を形成している。イゾンツォ川の南、アドリア海との間に挟まれた一帯はカルソ台地が広がっている。
県北部からスロベニア側にかけてはコッリオ (it:Collio (territorio)) と呼ばれる丘陵地帯となっている。
アドリア海に面した南西部には、潟湖グラード潟 (it:Laguna di Grado) （西に広がる潟湖も併せてマラーノ潟 (it:Laguna di Marano) とも言う）が広がっている。
- ゴリツィアを流れるイゾンツォ川
- グラディスカ・ディゾンツォの葡萄畑
- カルソ台地の風景（ドベルド・デル・ラーゴ）

### 県内の地域と主要な都市
2001年の国勢調査に基づく居住地区（Località abitata）別人口統計によれば、人口5000人以上の都市・集落は以下の通り。
- ゴリツィア - 35,105人
- モンファルコーネ - 25,877人
- ロンキ・デイ・レジョナーリ - 11,075人
- グラード - 7,014人
- グラディスカ・ディゾンツォ - 6,391人
- スタランツァーノ - 6,299人
- コルモンス - 5,715人

県都ゴリツィアは、東北部のヴァッレ・デル・ヴィパッツォ（ヴィパッツォ谷） (it:Valle del Vipacco) にあるスロベニア国境の町である。ゴリツィア県で最大の人口を持つ都市であるとともに、最多の人口を持つコムーネである。
中部・南部の平野部はビシアカリア (it:Bisiacaria) と呼ばれ、南東部の工業・港湾都市モンファルコーネがその中心である。隣接するロンキ・デイ・レジョナーリやスタランツァーノなどからなるモンファルコーネ都市圏は、ゴリツィアを上回る人口を擁する。ロンキ・デイ・レジョナーリにはフリウリ＝ヴェネツィア・ジュリア空港が所在する。
県の最南部、アドリア海沿岸のグラード潟上にはグラードがある。ローマ時代以来の古い歴史を持つグラードはイタリアを代表する海水浴リゾート地であり、湯治場としても知られている。
北部の丘陵地帯はコッリオ (it:Collio (territorio)) と呼ばれ、コルモンスなどがこの地域に含まれる。また、県東部のカルソ台地（カルスト台地）一帯をカルソ地方と言う。
ゴリツィア県域はフリウーリ地方の一部とされるが、県域のうちビシアカリアやグラードを除く場合もある。フリウリ語に象徴される独自の文化的なまとまりを形成しており、グラディスカ・ディゾンツォは県下におけるフリウリ文化の中心とされる。
- ゴリツィア市街
- 秋のゴリツィア郊外
- グラードの潟湖上に浮かぶバルバナ島

## 歴史

### 古代・中世
ローマ時代、現在のイタリア北東部には紀元前181年に植民都市アクイレイア（現在のウーディネ県アクイレイア）が築かれ、紀元7年にイタリア第10州「ヴェネツィア・エト・ヒストリア」 (it:Regio X Venetia et Histria) が置かれた。現在のゴリツィア県域では、グラードはアクイレイアの外港として古代にさかのぼる歴史を持つ街であり、モンファルコーネやコルモンスはローマ時代の軍事拠点であった。西ローマ帝国の崩壊後、この地域は、東ゴート王国、西ローマ帝国、ランゴバルド王国、フランク王国などによって統治された。
中世盛期から中世後期にかけて、この地域はアクイレイアの総大司教領 (Patriarchate of Aquileia (state)) やゴリツィア伯国 (County of Görz) の領域であった。ゴリツィアの名前が最初に記録に現れるのは1001年のことである。

### オーストリアによる統治
1500年、ゴリツィア伯爵家の継承者が絶えると、ハプスブルク家のマクシミリアン1世がゴリツィア伯（ゲルツ伯）の称号と領地を獲得、1511年にはグラディスカを併合した。以後、この地域はオーストリア（ハプスブルク君主国）による統治を受けることとなった。
ナポレオン戦争期の1805年、プレスブルクの和約によりゴリツィア地域はヴェネト地方とともにフランスの支配下に入り、県域はイタリア王国領の一部となった。1809年、シェーンブルンの和約によってオーストリアがトリエステなどを失うと、イゾンツォ川の東側がイリュリア州に編入された。

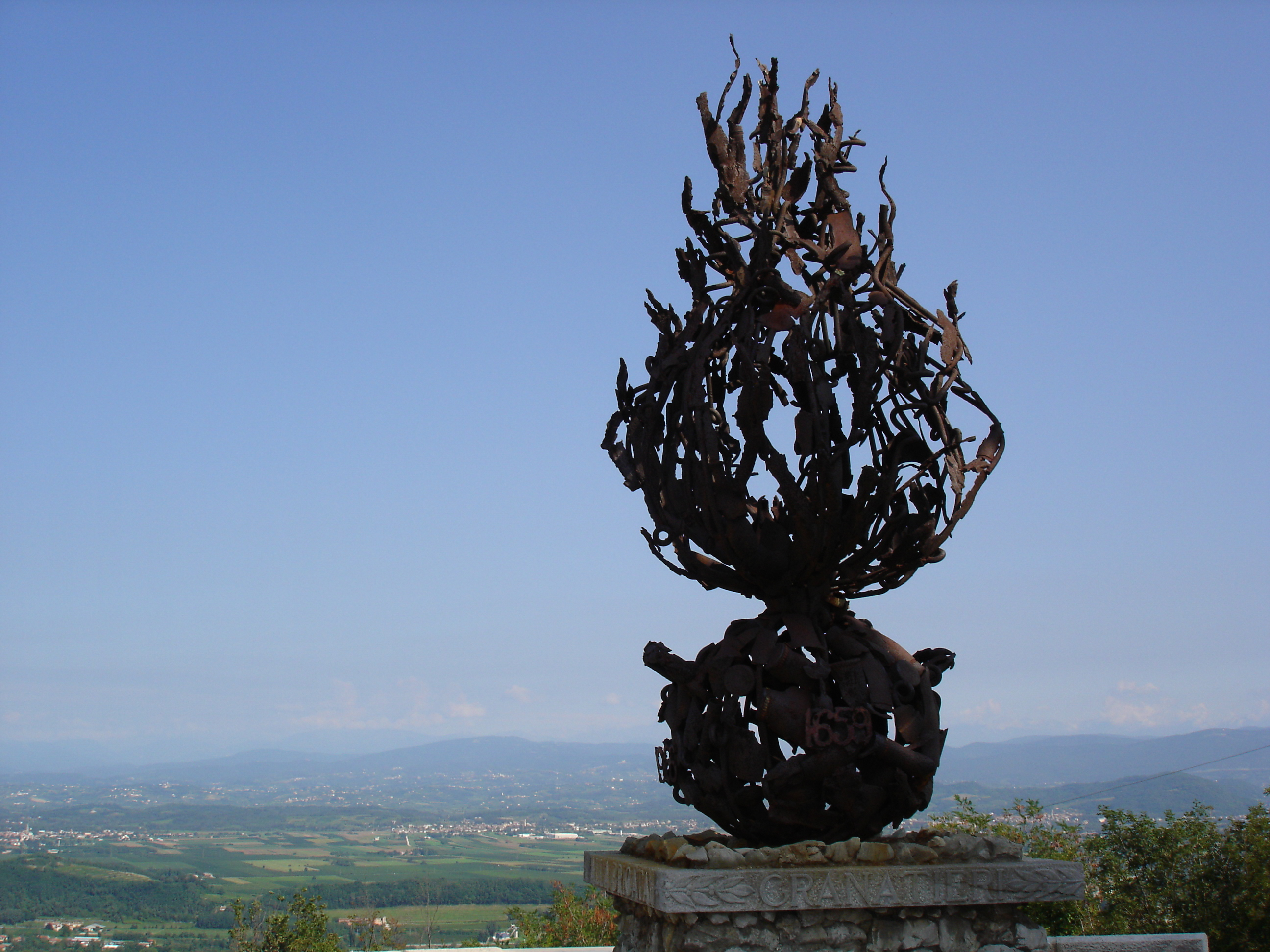
第一次世界大戦で激戦地となったサン・ミケーレ山に建つモニュメント（サグラード）

1814年のナポレオン没落後、この地域はハプスブルク君主国の統治下に復した。「ゲルツ伯領」はオーストリア帝国を構成するイリュリア王国 (Kingdom of Illyria) の一部となり、その後オーストリア＝ハンガリー帝国の下で、オーストリア帝冠領キュステンラント (Austrian Littoral) 、またその一部であったゲルツ伯領 (Gorizia and Gradisca) と称された地域の一部となった。
キュステンラントは、イタリア側からは「未回収のイタリア」の一部とみなされ、「ヴェネツィア・ジュリア」と呼ばれた。1915年4月、イタリア王国と三国協商の間で「未回収のイタリア」のイタリア帰属を取り決めた秘密協定（ロンドン条約）が結ばれると、1915年5月23日にイタリアは協商国側として第一次世界大戦に参戦。イゾンツォ川流域の支配をめぐってイタリアとオーストリアが争う、イゾンツォの戦い（イタリア戦線の一部）と呼ばれる激戦の舞台となった。1918年11月3日、ヴィラ・ジュスティ休戦協定が締結されてイタリア戦線の戦いは決着し、ロンドン条約に沿ってイタリアの占領地となった。

### イタリア王国の統治
1918年11月、この地域を占領したイタリア王国によって、ヴェネツィア・ジュリアの管轄に組み込まれた。戦後の1920年に結ばれたラパッロ条約とサン・ジェルマン条約により、この地域は正式にイタリア王国に編入されることとなった。
地方分権型のオーストリア＝ハンガリー帝国に対し、イタリアは中央集権的な地方制度を導入した。旧ゲルツ伯領の範囲を統治する地方行政機関としてゴリツィア県 (it:Provincia di Gorizia (1919-1923)) が置かれたが、その自治権はかつてのゲルツ伯領に比べれば極めて小さなものであった。また、境界線も部分的に変更され、ゴリツィア県には旧カルニオラ公国 (Duchy of Carniola) の一部（イドリヤやヴィパーヴァなど）が編入された。また従来ゲルツ伯領に含まれていた地域のうちカルスト地方がトリエステ県に、チェルヴィニャーノがウーディネ県に移されている。
1924年にゴリツィア県はウーディネ県と統合されてフリウリ県（県都: ウーディネ）が編成された。このとき、グラードやモンファルコーネなど県南部の地域はトリエステ県所属となった。1927年にゴリツィア県 (it:Provincia di Gorizia (1927-1943)) が再設置され、おおむね旧県域を管轄することになったが、チェルヴィニャーノはウーディネ県に、グラードやモンファルコーネはトリエステ県の管轄下に置かれたままであった。

1922年に発足したムッソリーニ政権下では、この地域の強制的なイタリア化政策が行われた。イタリア化は3つの段階で進行した。第一に、すべての行政がイタリア化され、スロベニア語とドイツ語は公用語としての地位を失った。第二にすべての教育（公教育および私教育）がイタリア化された。第三に、公的な場からのスロベニア語とドイツ語の表示が追放された。のちには、村の名前の改称、公的な場でのイタリア語以外の言語の使用禁止、子供へのスラブ語名の名づけの禁止、スロベニア語の姓の強制改姓などが行われた。こうした政策は、政治的な迫害や脅迫を伴って行われた。1927年には、スロベニア人が運営するメディアや出版社、文化協会、企業を含むすべてのスロベニア人の団体が非合法化された。出版社としては唯一カトリック・ヘルマゴラス協会のみが宗教分野に限りスロベニア語での出版を許された。多くのスロベニア人の知識人たちはゴリツィアを去ることを余儀なくされ、多くはユーゴスラビア王国やアルゼンチンへと移住した。
1927年以降のファシスト体制下のゴリツィア県は、政府任命の知事と地方のファシストによって支配された。コムーネの自治は廃止され、公選の市長に代わって知事が任命するポデスタ (Podestà) がその座に就いた。体制から外れた政治活動を合法的に行うことは不可能となり、ほとんどの市民団体は解体された。一方、1927年には最初の戦闘的な反ファシズム組織であるTIGR (TIGR) が地元のスロベニア人（ほとんどはリベラル、民族主義、社会民主主義の政治的傾向を持った若者）を中心に設立された。彼らはイタリア軍施設や行政官僚への攻撃を行い、これに対するイタリア側の弾圧によって地域の状況は悪化した。何人かのスロベニア人の文化人や政治家が逮捕され、追放されたり殺害されたりした。著名な犠牲者としては、Lojze Bratuž がいる。

### 第二次世界大戦

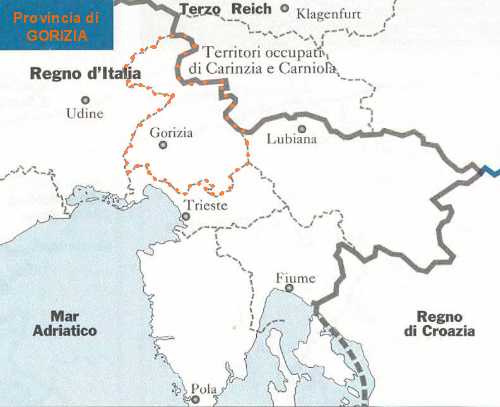
第二次世界大戦期のゴリツィア県（1941年～1943年）

第二次世界大戦下の1941年4月、ドイツ・イタリアなどの枢軸国軍がユーゴスラビア侵攻を行うと、隣接するゴリツィア県地域もその影響を受けた。チトーらユーゴスラビアのパルチザンの活動はゴリツィア県域にも及んだ。パルチザンとイタリア軍との大きな衝突も発生している。
1943年9月、イタリア王国が単独降伏すると、北イタリアにはドイツ軍が進駐し、この地域をアドリア海沿岸作戦地域 (Operational Zone of the Adriatic Littoral) に含めた。1943年9月の時点ですでに県域の大部分は共産党が率いる人民解放戦線 (Liberation Front of the Slovene Nation) による統治下にあり、パルチザンとドイツ軍の衝突は頻繁であった。ドイツ当局はスロベニア人住民に対して宥和的な態度を示し、公的な場でスロベニア語を用いることが認められた。反共主義に基づくスロベニア郷土防衛軍 (Slovene Home Guard) の結成も許可されたが、住民多数の支持を取り込むことはできなかった。一方で、共産党員による政治的暗殺も発生した。犠牲者の中には共産主義のイデオロギーに反対したローマカトリックの聖職者や反ファシズム活動家も含まれた。
1945年のドイツ降伏時、ゴリツィア県はほぼ全域がユーゴスラビア人民軍 (Yugoslav People's Army) による解放区となっていたが、連合軍（米英軍）の進出とともにその西部からの撤収を余儀なくされる。ユーゴ軍占領下の40日間、数千人のイタリア人が共産党当局によって逮捕され、数百人は殺害された。

### 第二次世界大戦後の分割
第二次大戦後の2年間、ゴリツィア県地域はイタリアとユーゴスラビアによって領有が争われた。県域は「モーガン線」 (Morgan Line) によって分割され、西は米英軍、東はユーゴ軍に占領された。
1947年9月、パリ平和条約によってイタリアとユーゴスラビアの国境線が画定され、ゴリツィア県はその面積の2/3をユーゴスラビア（スロベニア）に割譲した。県都ゴリツィアが国境線によって分割されたのもこのときである。旧ゴリツィア県でスロベニア側に帰属した部分は、ゴリシュカ地方 (Goriška) と呼ばれ、1940年代末から50年代にかけて新都市ノヴァ・ゴリツァが新たに建設された。

## 文化

### 言語・民族

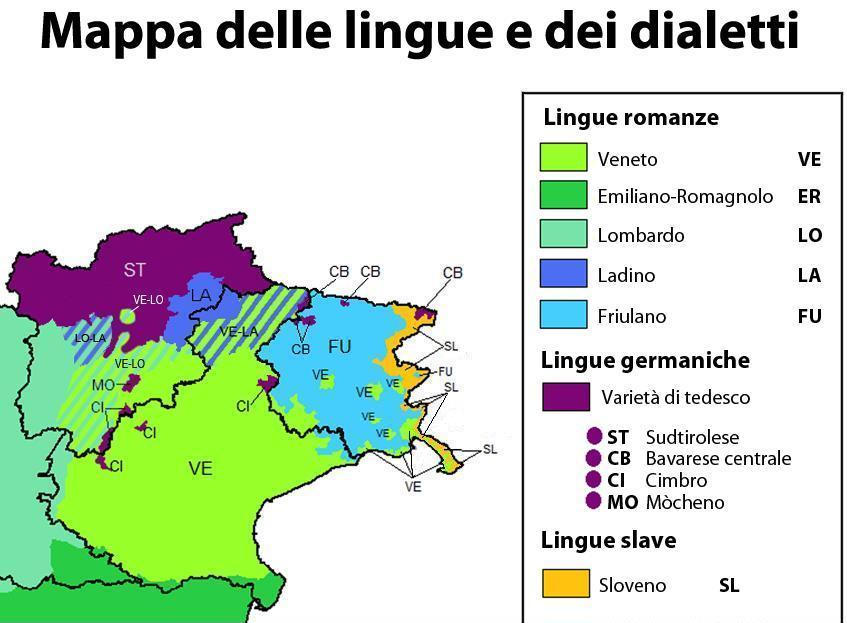
イタリア北東部の言語分布

ゴリツィア県には民族的なスロベニア人が少なからず暮らしており、スロベニア語が話されている。このほか、フリウリ語、ヴェネト語も使用されている。
スロベニア語
県内25のコムーネのうち8つのコムーネでは、州法（legge statale 482/99）および法令（legge 38/01）に基づき、スロベニア語が公用語のひとつとなっている。
フリウリ語
フリウリ語はレト・ロマンス語群の言語である。ゴリツィア地域で話されているのは、その中でも東フリウリ語 (it:Friulano orientale) あるいはゴリツィア方言と呼ばれる言語変種である。15のコムーネでは、フリウリ語の保護・公用に関する州法（Norme per la tutela, valorizzazione e promozione della lingua friulana）が2007年12月18日に施行され、フリウリ語地名の規範化と、公的な使用が行われるようになった。
ヴェネト語
県南部でもともと話されていた言葉は、ヴェネト語の言語変種（方言）である。モンファルコーネなどのビシアカリア (it:Bisiacaria) 地方では、ビシアカリア方言 (it:Dialetto bisiaco) が話されている。また、グラードを中心とする地域ではグラード方言 (it:Dialetto gradese) が話されている。

### 食文化
県域の食文化は、ゴリツィア料理 (it:Cucina goriziana) やフリウリ料理 (it:Cucina friulana) などとして扱われる。
ワイン
県域では、原産地統制呼称（DOC）の指定を受けた多くのワインが生産されている (it:Categoria:Vini DOC della provincia di Gorizia) 。主要なものは以下の通り。
- コッリョ・ゴリツィアーノ　白 (it:Collio Goriziano bianco) 、赤 (it:Collio Goriziano rosso)
- フリウリ・イゾンツォ　白 (it:Friuli Isonzo bianco) 、赤 (it:Friuli Isonzo rosso)
- カルソ  (it:Carso (vino))

## 行政区画

### コムーネ
ゴリツィア県には25のコムーネが属する。主要なコムーネ（人口5000人以上）は下表の通り。左端の数字はISTATコードを示す。人口は2023年1月1日現在。それ以外のコムーネ、および面積等の詳細なデータは「全コムーネ一覧」参照のこと。
右の地図中の番号は、コムーネのISTATコード下3桁を示す。下表に掲げた主要なコムーネのうち、地図中に名称を記さなかったものについては、番号を太字で示した。
| コード | 自治体名                         | 人口   |
| ------ | -------------------------------- | ------ |
| 031007 | ゴリツィア                       | 33,584 |
| 031012 | モンファルコーネ                 | 29,570 |
| 031016 | ロンキ・デイ・レジョナーリ       | 11,802 |
| 031009 | グラード                         | 7,663  |
| 031002 | コルモンス                       | 7,149  |
| 031023 | スタランツァーノ                 | 7,145  |
| 031008 | グラディスカ・ディゾンツォ       | 6,412  |
| 031018 | サン・カンツィアン・ディゾンツォ | 6,019  |

## 人口

### 人口推移
淡緑色は、現在スロベニア領となっている地域を示す。

## 交通

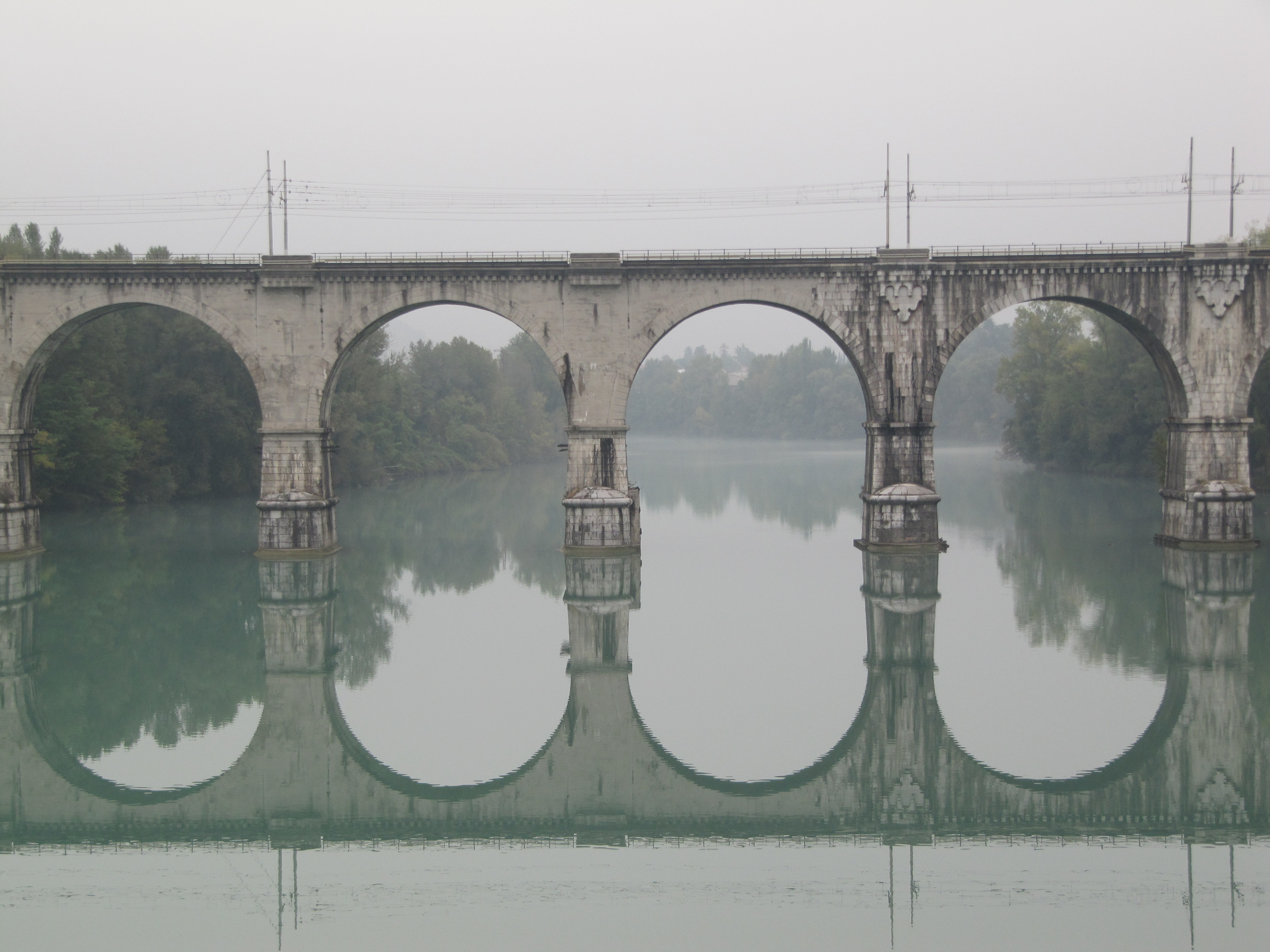
イゾンツォ川を渡る鉄道橋

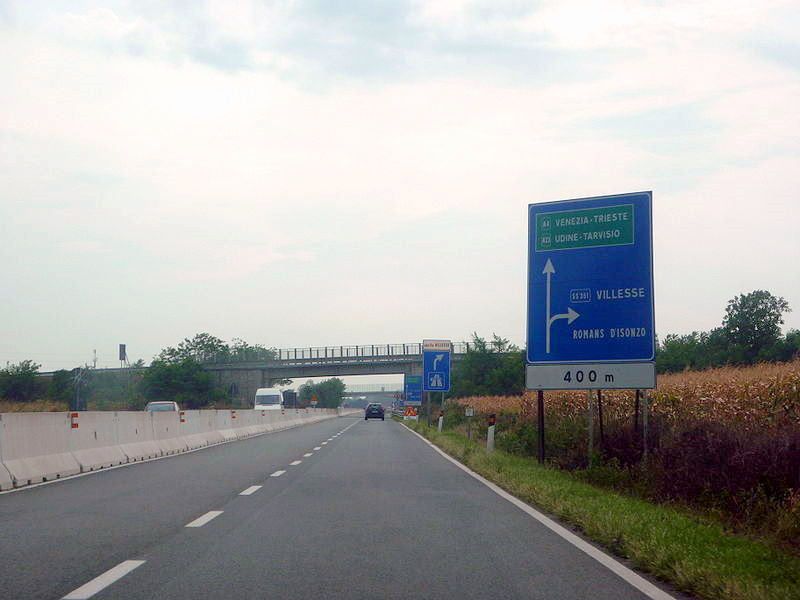
県内を走るRA17

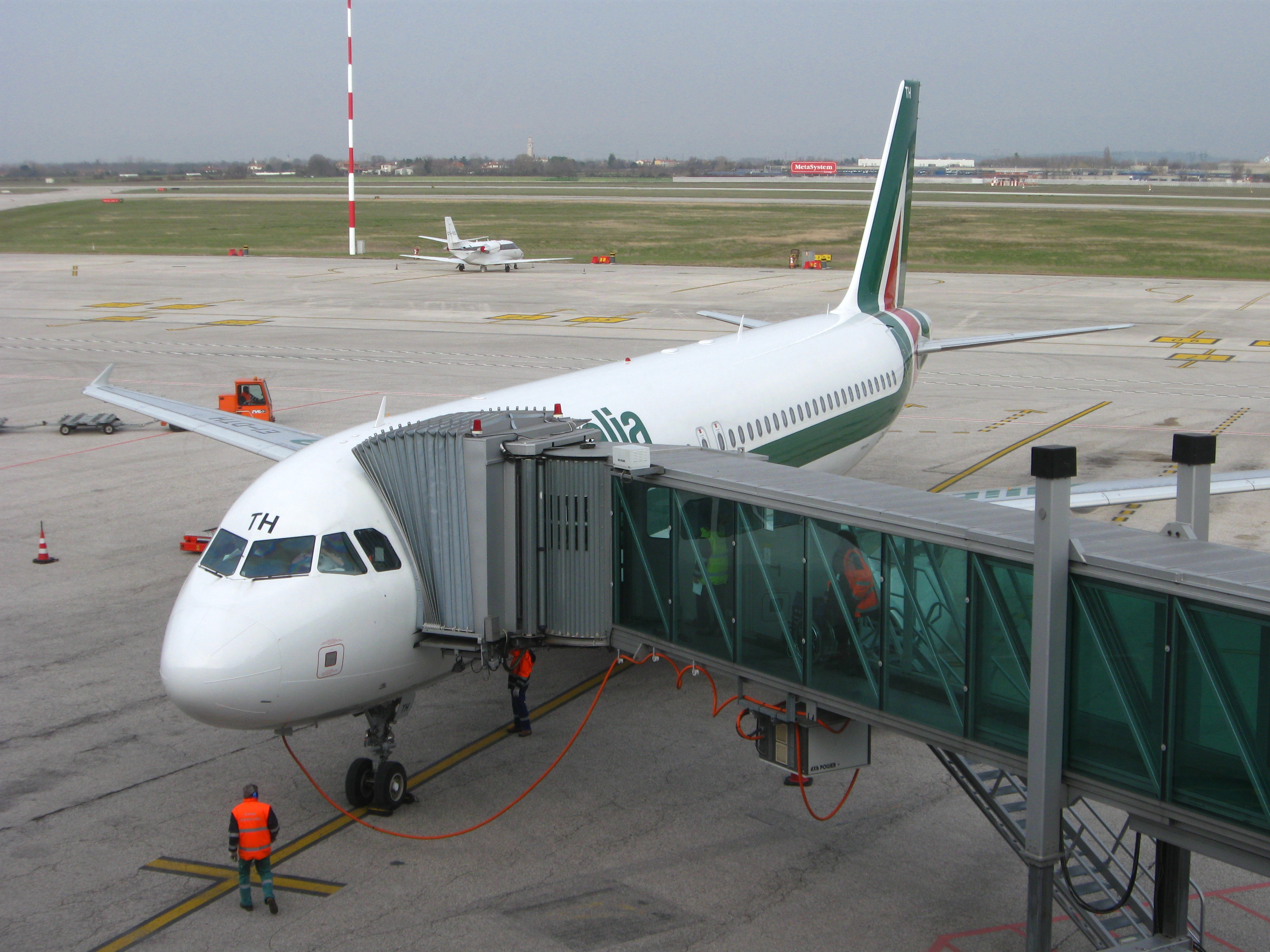
フリウリ＝ヴェネツィア・ジュリア空港

### 道路
イタリア北東部の主要都市トリエステとイタリア北部の諸都市とを結ぶ幹線が県内を通過している。高速道路（アウトストラーダ）A4号線は、欧州自動車道路E70号線としても指定されている。また、ヴィッレッセでA4号線から分かれるRA17号線は、ゴリツィアでスロベニアの高速道路H4号線 (Superstrada H4 (Slovenia)) と接続している。
おおむね北および西を優先し、通過点もしくはその近傍の地名を示す。〔　〕内は県外。
欧州自動車道路
- E70号線  (en) として指定
〔… - トリノ - ヴェネツィア〕 - モンファルコーネ - 〔システィアナ - セジャーナ - …〕

高速道路
- A4 (it:Autostrada A4 (Italia)) 
〔トリノ - ヴェネツィア〕 - ヴィッレッセ - レディプーリア - モンファルコーネ - 〔トリエステ〕
- RA17 (it:Raccordo autostradale RA17) 
ヴィッレッセ - ゴリツィア - （スロベニア国境）

国道
- SS14  (it:Strada statale 14 della Venezia Giulia) 
〔ヴェネツィア〕 -  モンファルコーネ - 〔ドゥイーノ - トリエステ〕
- SS55  (it:Strada statale 55 dell'Isonzo) 
ゴリツィア - ドベルド・デル・ラーゴ - 〔ドゥイーノ〕
- SS56  (it:Strada statale 56 di Gorizia) 
〔ウーディネ〕 - コルモンス - ゴリツィア
- SS252  (it:Strada statale 252 di Palmanova) 
〔パルマノーヴァ〕 - グラディスカ
- SS305  (it:Strada statale 305 di Redipuglia) 
コルモンス - グラディスカ - モンファルコーネ
- SS351  (it:Strada statale 351 di Cervignano) 
〔チェルヴィニャーノ〕 - ヴィッレッセ - グラディスカ - ゴリツィア
- SS352  (it:Strada statale 352 di Grado) 
〔ウーディネ - パルマノーヴァ〕 - グラード
- SS356  (it:Strada statale 356 di Cividale) 
〔マニャーノ - チヴィダーレ〕 - コルモンス
- SS677  (it:Strada statale 677 di Ronchi dei Legionari) 
レディプーリア - フリウリ＝ヴェネツィア・ジュリア空港

### 鉄道
おおむね北および西を優先し、通過点もしくはその近傍の地名を示す。〔　〕内は県外。
- ウーディネ＝トリエステ線
〔ウーディネ〕 -  コルモンス - ゴリツィア - モンファルコーネ - 〔トリエステ〕
- ヴェネツィア＝トリエステ線 (it:Ferrovia Venezia-Trieste) 
〔ヴェネツィア〕 -  モンファルコーネ - 〔トリエステ〕

### 空港
- フリウリ＝ヴェネツィア・ジュリア空港（トリエステ空港、ロンキ・デイ・レジョナーリ空港）

### 港湾
- モンファルコーネ港 (it:Porto di Monfalcone)

## 人物

### 著名な出身者
- カルロ・ルビア - 物理学者、ノーベル物理学賞受賞者。ゴリツィア出身。
- ディノ・ゾフ  - サッカー選手・指導者。マリアーノ・デル・フリウーリ出身。
- ファビオ・カペッロ  - サッカー選手・指導者。サン・カンツィアン・ディゾンツォ出身。